# Федеральне авіаційне управління США
Федеральне авіаційне управління США (англ. Federal Aviation Administration; скор. FAA) — центральний орган державного управління Сполучених Штатів Америки в галузі цивільної авіації.
Управління збирає статистику з безпеки польотів та оприлюднює її у публічно доступній базі даних — «Система аналізу та обміну інформації авіаційної безпеки» (Aviation Safety Information Analysis and Sharing System, скор. ASIAS).

## Історія
FAA було засновано 23 серпня 1958 року Конгресом США спеціальним федеральним законом як «Федеральне агентство авіації» (Федеральне авіаційне бюро) після низки серйозних авіаційних аварій та катастроф. Управління об'єднало дві федеральні організації що існували до цього — Civil Aeronautics Administration та Airways Modernization Board.
В 1968 році увійшло структурним підрозділом до Міністерства транспорту США. Назва FAA вважається запантентованою фірмовою маркою. Штаб-квартира знаходиться в місті Вашингтон (округ Колумбія).

## Функції
- Управління комерційними (недержавними) космічними програмами;
- Заохочення і розробка цивільної аеронавтики, в тому числі нових авіаційних технологій;
- Регулювання цивільної авіації для забезпечення безпеки;
- Розробка і підтримка системи управління повітряним рухом цивільних і військових повітряних суден;
- Дослідження і розробка національної аерокосмічної системи (National Airspace System) і цивільної аеронавтики;
- Розробка і проведення програм по зниженню шуму повітряних суден та інших аспектів їх впливу на довкілля
- Ліцензування приватних і комерційних пілотів у відповідності з вимогами і нормами адміністрації авіації.